# ستيفن براير
ستيفن براير (بالإنجليزية: Stephen Breyer)‏ (و. 1938 – م) هو محامٍ أمريكي متقاعد ورجل قانون عمل معاونًا لقاضٍ في المحكمة العليا للولايات المتحدة منذ عام 1994 حتى تقاعده في عام 2022. وقد رشحه الرئيس بيل كلينتون وحل محل القاضي المتقاعد هاري بلاكمون. وخلفته في منصبه كيتانجي براون جاكسون، التي رشحها الرئيس جو بايدن. كان براير مرتبطًا بشكل عام بالجناح الليبرالي للمحكمة. وهو الآن أستاذ بايرن للقانون الإداري والعملية الإدارية في كلية الحقوق بجامعة هارفارد.
ولد براير في سان فرانسيسكو، والتحق بجامعة ستانفورد، وجامعة أكسفورد عبر حصوله على منحة مارشال، وتخرج من كلية الحقوق بجامعة هارفارد في عام 1964. وبعد فترة تدريب مع القاضي المعاون آرثر غولدبرغ في 1964-1965، أصبح براير أستاذًا في القانون ومحاضرًا في كلية الحقوق بجامعة هارفارد منذ عام 1967 حتى عام 1980. وتخصص في القانون الإداري، ولديه كتب ما تزال تدرس اليوم. مثلما شغل مناصب بارزة أخرى قبل ترشيحه للمحكمة العليا، بما في ذلك المساعد الخاص للمدعي العام المساعد للولايات المتحدة لمكافحة الاحتكار ومساعد المدعي الخاص في طاقم الادعاء الخاص في ووترغيت في عام 1973. وعمل في محكمة الاستئناف بالدائرة الأولى منذ عام 1980 حتى عام 1994. وفي كتابه الحرية النشطة عام 2005 بدأ براير أول محاولاته للتعبير بشكل منهجي عن آرائه حول النظرية القانونية، وحاجج أن القضاء يجب أن يسعى إلى حل القضايا بطريقة تشجع المشاركة الشعبية في القرارات الحكومية.
في 27 يناير عام 2022 أعلن براير والرئيس جو بايدن عزم براير على التقاعد من المحكمة العليا. وفي 25 فبراير عام 2022 رشح بايدن كيتانجي براون جاكسون لخلافته، وهي قاضية في محكمة الاستئناف الأمريكية لدائرة مقاطعة كولومبيا وأحد كتبة براير القانونيين السابقين. صدق مجلس الشيوخ على تعيين جاكسون في 7 أبريل عام 2022 بأغلبية 53 صوتًا مقابل 47 صوتًا. وبقي براير في المحكمة العليا حتى 30 يونيو عام 2022.

## المحكمة العليا (1994-2022)
في عام 1993 رشحه الرئيس بيل كلينتون لشغل المقعد الذي أخلاه بايرون وايت قبل أن يعين روث بادر غينسبورغ في نهاية المطاف. ولكن بعد تقاعد هاري بلاكمون، رشح كلينتون براير كمعاون قاضٍ في المحكمة العليا في 17 مايو عام 1994. وصادق مجلس الشيوخ على تعيين براير في 29 يوليو عام 1994، بأغلبية 87 صوتًا مقابل 9 أصوات، وبدأ عمله في 3 أغسطس.
في عام 2015 انتهك براير قانونًا فيدراليًا يمنع القضاة من النظر في القضايا التي يكون لهم فيها مصلحة مالية للشركة المتضمنة أو لأزواجهم أو أطفالهم القصر. وقد باعت زوجته ما قيمته 33 ألف دولار من الأسهم في شركة جونسون كنترولز بعد يوم من مشاركة براير في المرافعة الشفوية. أعاده هذا إلى الامتثال وانضم إلى الأغلبية في الحكم لصالح مصالح شركة تابعة لشركة جونسون كنترولز والتي كانت طرفًا في قضية الهيئة الاتحادية لتنظيم الطاقة (إف إي أر سي) ضد جمعية إمدادات الطاقة الكهربائية.
منذ بداية ولايته وحتى نهاية فترتها في عام 2019، كتب براير ما مجموعه 520 رأيًا، دون احتساب الآراء المتعلقة بالأحكام أو في «جدول الظل».

### الإجهاض
في عام 2000 كتب براير رأي الأغلبية في قضية ستينبرغ ضد كارهارت، التي ألغت قانون نبراسكا الذي يحظر الإجهاض في المرحلتين الثانية والثالثة من الحمل. وفي 29 يونيو عام 2020 كتب الرأي الجماعي في قضية جون للخدمات الطبية ضد روسو. وألغى الحكم قانون الإجهاض في لويزيانا الذي يطالب أي طبيب أجرى عمليات إجهاض بالحصول على امتيازات قبول في مستشفى في نطاق 30 ميلًا. وأعاد براير التأكيد على اختبار «الفوائد والأعباء» الذي وضعه في قضية صحة المرأة الكاملة ضد هيلرستيدت، والتي ألغت قانون إجهاض متطابق تقريبًا في تكساس. في عام 2022، عارض قضية دوبس ضد منظمة جاكسون لصحة المرأة، والتي أسقطت قضية رو ضد وايد.

### إحصاء السكان
في قضية وزارة التجارة ضد نيويورك (2019)، كان براير من بين الأغلبية 5-4 التي حكمت بأن مكتب الإحصاء لم يتبع الإجراءات المناسبة في تنفيذه لمسألة الجنسية. وكان أيضًا أحد القضاة الأربعة الذين كانوا سيعتبرون مسألة الجنسية غير دستورية في حد ذاتها. وفي رأي مؤيد إلى حد كبير، كتب: «ومع ذلك لم ينظر في القرار بشكل سيئ في عدد من الجوانب الهامة للغاية. ولم يولِ الأمين الاعتبار الكافي للمسائل التي كان ينبغي أن تكون مركزية في حكمه، مثل الاحتمال الكبير لوجود نقص في الحساب، والاحتمال الضئيل أن يسفر السؤال عن بيانات جنسية أكثر دقة، والافتقار الواضح إلى أي حاجة لبيانات جنسية أكثر دقة في البداية. فشل الوزير في النظر في هذه القضايا الحرجة يجعل قراره غير منطقي».
في 18 ديسمبر عام 2020، كان براير واحدًا من ثلاثة معارضين في قضية ترامب ضد نيويورك. في معارضة من 20 صفحة، جادل بأن المحكمة لم يكن ينبغي أن تتجاهل القضية، وكان ينبغي أن تحكم لصالح المتنافسين، الذين أرادوا من المحكمة منع محاولات إدارة ترامب في اللحظة الأخيرة لاستبعاد المهاجرين غير الشرعيين من الإحصاء. ولم يستبعد الإحصاء في نهاية المطاف المهاجرين غير الشرعيين، بسبب ضيق الوقت والإصدار اللاحق للأمر التنفيذي 13986.

### حقوق النشر
في قضية إلدريد ضد أشكروفت، التي جرى البت فيها في 15 يناير عام 2003، قدم براير والقاضي جون بول ستيفنز آراء معارضة منفصلة. وفي معارضته المكونة من 28 صفحة، جادل براير بأن التمديد الرجعي لمدة 20 عامًا لحقوق الطبع والنشر الحالية الممنوحة بموجب قانون تمديد مدة حق المؤلف (سي تي إي إيه) يرقى فعليًا إلى منح حقوق التأليف والنشر الدائمة التي تنتهك بند حقوق الطبع والنشر في الدستور، قراءة في ضوء التعديل الأول. وجادل بأن التمديد سينتج عنه فترة حماية تزيد عن 99.8٪ من الحماية إلى الأبد وأن قلة من الفنانين سيكونون أكثر ميلًا لإنتاج أعمال مع العلم أن أحفادهم سيحصلون على الحقوق. وكتب أيضًا أن دفاع الاستخدام العادل لم ينجح أيضًا، لأنه لا يمكن أن يساعد «أولئك الذين يرغبون في الحصول على مواد غير موجودة من قواعد البيانات الإلكترونية»، مثلًا فالمعلمون لن يمكنهم العثور من الإنترنت على أي مادة مثالية لاستخدامها في الفصل لأنها محذوفة. وفي عام 2012 أعرب عن فكرة مماثلة في معارضته في قضية غولان ضد هولدر، والتي أكدت دستورية تطبيق القسم 514 من قانون اتفاقيات جولة أوروغواي لعام 1994. 
في عام 2005، أثناء انضمامه إلى محكمة بالإجماع في قضية مترو غولدن ماير، أي إن سي ضد غروكستر، إل تي دي. ضد شركات مشاركة ملفات القرين للقرين غروكستر وستريمكاست على أساس المسؤولية عن التحريض، كتب براير اتفاقًا على أن الشركات ستجري حمايتها بموجب مبدأ سوني دون دليل على التحريض.

## النشأة وتعليمه
ولد براير في 15 أغسطس 1938 في سان فرانسيسكو، كاليفورنيا. والداه آن روبرتس وإيرفينغ جيرالد براير. نشأ في أسرة يهودية من الطبقة المتوسطة، إذ كان والده إيرفينغ براير مستشاراً قانونياً لمجلس التعليم في سان فرانسيسكو. كان ستيفن براير وشقيقه الأصغر تشارلز (الذي أصبح قاضي المقاطعة الفيدرالية) كلاهما من فرقة إيغل للكشافة في سان فرانسيسكو. هاجر الجد الأكبر لستيفن من رومانيا إلى الولايات المتحدة، واستقر في كليفلاند حيث ولد جد براير. تخرج براير من مدرسة لويل الثانوية في عام 1955. كان براير أثناء الدراسة الثانوية عضواً في جمعية لويل للطب الشرعي، وكان يحضر بانتظام القضايا القانونية.
التحق براير بجامعة ستانفورد بعد المدرسة الثانوية، وتخصص في الفلسفة وتخرج عام 1959 بدرجة بكالوريوس في الآداب مع مرتبة الشرف. حصل على منحة مارشال لدراسة الفلسفة والسياسة والاقتصاد في كلية ماجدالين، أكسفورد، وعاد بعد ذلك إلى الولايات المتحدة للالتحاق بكلية الحقوق بجامعة هارفارد، حيث كان عضواً في مجلة هارفارد للقانون وتخرج عام 1964 بدرجة بكالوريوس في القانون بمرتبة الامتياز.
أمضى براير 8 سنوات في احتياطي جيش الولايات المتحدة منها 6 أشهر في الخدمة الفعلية ضمن المخابرات الإستراتيجية للجيش. وصل براير إلى رتبة عريف وسُرح مع رتبة شرف عام 1965.
تزوج براير من جوانا فريدا هير في عام 1967، وكانت أخصائية نفسية تنتمي إلى الطبقة الأرستقراطية البريطانية، ولديهم ثلاثة أطفال بالغين: كلوي (كاهن وكاتب)، نيل، ومايكل.

## عمله في القانون
عمل ستيفن براير ككاتب قانوني للقاضي آرثر غولدبرغ خلال عام 1964، وعمل لفترة وجيزة كمدقق في لجنة وارن، ثم عمل في قسم مكافحة الاحتكار بوزارة العدل الأمريكية كمساعد خاص للمدعي العام المساعد من عام 1965 إلى عام 1967، ومساعداً للمدعي الخاص في قضية ووترغيت في عام 1973. وكان براير مستشاراً خاصاً للجنة مجلس الشيوخ الأمريكي القضائية من 1974 إلى 1975، وعمل كمستشار رئيسي للجنة من 1979 إلى 1980. عمل براير بشكل وثيق مع رئيس اللجنة السناتور إدوارد كينيدي لتمرير قانون شركات الطيران.
عمل براير محاضراً وأستاذاً مساعداً وأستاذاً في القانون في كلية الحقوق بجامعة هارفارد بدءاً من عام 1967، وكان أستاذاً في القانون بجامعة هارفارد حتى عام 1980، وعمل في كلية كينيدي الحكومية بجامعة هارفارد من 1977 إلى 1980. عُرف براير في جامعة هارفارد بأنه خبير بارز في القانون الإداري، وأثناء وجوده هناك كتب كتابين هامين في علم القانون. عمل براير أيضاً أستاذاً زائراً في كلية القانون في سيدني، أستراليا، وفي جامعة روما، وفي كلية الحقوق بجامعة تولين.

## عمله في القضاء

### محكمة الاستئناف الأمريكية (1980 – 1994)
رشح جيمي كارتر في الأيام الأخيرة من رئاسته في 13 نوفمبر 1980 براير للدائرة الأولى من محكمة الاستئناف الأمريكية، وصادق عليه مجلس الشيوخ الأمريكي في 9 ديسمبر 1980 بأغلبية 80 صوت ضد 10 أصوات. عمل براير من 1980 إلى 1994 كقاضٍ في محكمة الاستئناف الأمريكية للدائرة الأولى، وكرئيس قضاة للمحكمة من 1990 إلى 1994. كانت إحدى واجباته كرئيس للقضاة الإشراف على تصميم وبناء محكمة اتحادية جديدة في بوسطن.
خدم براير كعضو في المؤتمر القضائي للولايات المتحدة بين عامي 1990 و1994 ولجنة إصدار الأحكام الأمريكية بين عامي 1985 و1989. لعب خلال هذه الفترة دوراً رئيسياً في إصلاح إجراءات إصدار الأحكام الجنائية الفيدرالية، وصياغة المبادئ التوجيهية الفيدرالية للأحكام. انتهت خدمة براير في الدائرة الأولى في 2 أغسطس 1994 بعد ترقيته إلى المحكمة العليا.

### المحكمة العليا (1994 - حتى الآن)
رشحه الرئيس بيل كلينتون في عام 1993 لشغل مقعد في المحكمة العليا وصادق عليه مجلس الشيوخ في 29 يوليو 1994 بأغلبية 87 صوتاً مقابل 9 أصوات، وتسلم منصبه في 3 أغسطس.

## مناصب
تولى منصب Associate Justice of the Supreme Court of the United States (منذ 3 أغسطس 1994)، وJudge of the United States Court of Appeals for the First Circuit .

## التعليم
تعلم في جامعة ستانفورد، وكلية المجدلية، وكلية هارفارد للحقوق

## مناصب وهيئات
أدار جامعة هارفارد.

## جوائز
حصل على جوائز منها:
- وسام جوقة الشرف
- جائزة جيمس باركس مورتون لما بين الأديان ‏
- ميدالية برانديز [الإنجليزية]‏
- منحة مارشال.

## روابط خارجية
- ستيفن براير على موقع الموسوعة البريطانية (الإنجليزية)
- ستيفن براير على موقع مونزينجر (الألمانية)
- ستيفن براير على موقع إن إن دي بي (الإنجليزية)
- ستيفن براير على موقع ديسكوغز (الإنجليزية)